# Tyler Labine
Tyler Sean Labine (Brampton, 29 aprile 1978) è un attore canadese.

## Carriera
Tyler dal 2007 al 2009 interpreta il ruolo di Bert "Sock" Wysocki nella serie TV Reaper - In missione per il Diavolo che venne chiusa alla fine della seconda stagione.
Nel 2010 interpreta Ron Snuffkin nella serie tv Padre in affitto ma anch'essa venne chiusa alla fine della prima stagione, poi nel 2011 accetta di interpretare il ruolo di Larry nella serie tv Mad Love (inizialmente rifiuta a causa della parte in Padre in affitto ma una volta cancellata la serie accetta).

## Filmografia

### Cinema
- Mr. Rice's Secret, regia di Nicholas Kendall (1999)
- Tail Lights Fade, regia di Malcolm Ingram (1999)
- Trixie, regia di Alan Rudolph (2000)
- Marine Life, regia di Anne Wheeler (2000)
- Here's to Life!, regia di Arne Olsen (2000)
- La vendetta di Carter (Get Carter), regia di Stephen Kay (2000)
- S.Y.N.A.P.S.E. - Pericolo in rete (Antitrust), regia di Peter Howitt (2001)
- Lone Hero, regia di Ken Sanzel (2002)
- Canadian Zombie, regia di Julian Clarke (2002) - cortometraggio
- La figlia del mio capo (My Boss's Daughter), regia di David Zucker (2003)
- Evil Alien Conquerors, regia di Chris Matheson (2003)
- Pursued - Senza scrupoli (Pursued), regia di Kristoffer Tabori (2004)
- Aurora Borealis, regia di James C.E. Burke (2005)
- Giovani aquile (Flyboys), regia di Tony Bill (2006)
- Extreme Walking, regia di Wayne Pére (2006)
- Zack & Miri - Amore a... primo sesso (Zack and Miri Make a Porno), regia di Kevin Smith (2008)
- Control Alt Delete, regia di Cameron Labine (2008)
- The Zero Sum, regia di Raphael Assaf (2009)
- Tucker & Dale vs Evil, regia di Eli Craig (2010)[1]
- Badass Thieves, regia di Mike George (2010) - cortometraggio
- Fathers & Sons, regia di Carl Bessai (2010)
- A Good Old Fashioned Orgy, regia di Alex Gregory e Peter Huyck (2011)
- L'alba del pianeta delle scimmie (Rise of the Planet of the Apes), regia di Rupert Wyatt (2011)
- Sisters & Brothers, regia di Carl Bessai (2011)
- Best Man Down, regia di Ted Koland (2012)
- Cottage Country, regia di Peter Wellington (2013)
- Monsters University, regia di Dan Scanlon (2013) – voce
- Rapture-Palooza, regia di Paul Middleditch (2013)
- That Burning Feeling, regia di Jason James (2013)
- Someone Marry Barry, regia di Rob Pearlstein (2014)
- Mountain Men, regia di Cameron Labine (2014)
- Bastardi insensibili (The Heyday of the Insensitive Bastards), registi vari (2015)
- Weepah Way for Now, regia di Stephen Ringer (2015)
- Zoom, regia di Pedro Morelli (2015)
- The Boss, regia di Ben Falcone (2016)
- Funeral Day, regia di Jon Weinberg (2016)
- Little Evil, regia di Eli Craig (2017)
- Big Bear, regia di Joey Kern (2017)
- Super Troopers 2, regia di Jay Chandrasekhar (2018)
- Broken Star, regia di Dave Schwep (2018)
- Killing Winston Jones, regia di Joel David Moore (2018)
- It's Your Call, regia di Jacquie Phillips (2018) - cortometraggio
- Escape Room, regia di Adam Robitel (2019)

### Televisione
- Generation X, regia di Jack Sholder (1996)
- Robin Hood in Internet (Robin of Locksley), regia di Michael Kennedy (1996)
- Sabrina - Vita da strega (Sabrina the Teenage Witch), regia di Tibor Takács (1996)
- In a Class of His Own, regia di Robert Munic – film TV (1999)
- 2gether, regia di Nigel Dick (2000)
- Take Me Home: The John Denver Story, regia di Jerry London (2000)
- Alle prime luci dell'alba (By Dawn's Early Light), regia di Arthur Allan Seidelman (2000)
- Like Cats and Dogs, regia di James Widdoes (2004)
- La vera storia di Mork & Mindy (Behind the Camera: The Unauthorized Story of Mork & Mindy), regia di Neill Fearnley (2005)
- True Love, regia di Pamela Fryman (2010)
- Super Clyde, regia di Michael Fresco (2013)
- Hannah Royce's Questionable Choices (2017)

### Serie TV
- Street Legal – serie TV, episodi 6x11 (1991)
- The Odyssey – serie TV, episodi 1x05 (1992)
- La strada per Avonlea (Road to Avonlea) – serie TV, episodi 3x05-4x05 (1992-1993)
- Madison – serie TV, episodi 1x05 (1993)
- Hai paura del buio? (Are You Afraid of the Dark?) – serie TV, episodi 4x07 (1994)
- Il commissario Scali (The Commish) – serie TV, episodi 4x13 (1995)
- X-Files - serie TV, episodi 3x12-3x22-10x03 (1996, 2016)
- Millennium – serie TV, episodi 1x12 (1997)
- Poltergeist (Poltergeist: The Legacy) – serie TV, episodi 2x16 (1997)
- Breaker High – serie TV, 44 episodi (1997-1998)
- Tesoro, mi si sono ristretti i ragazzi (Honey, I Shrunk the Kids: The TV Show) – serie TV, episodi 1x22 (1998)
- Night Man – serie TV, episodi 2x03 (1998)
- First Wave – serie TV, episodi 1x20 (1999)
- Disneyland – serie TV, episodi 3x02 (1999)
- Cold Squad - Squadra casi archiviati (Cold Squad) – serie TV, episodi 3x7 (1999)
- The Immortal – serie TV, episodi 1x07 (2000)
- Action Man – serie TV, 8 episodi (2000-2001)
- Dark Angel – serie TV, episodio 2x04 (2000-2001)
- Dead Last – serie TV, 13 episodi (2001)
- That Was Then – serie TV, 7 episodi (2002)
- The Twilight Zone – serie TV, episodi 1x43 (2003)
- Da Vinci's Inquest – serie TV, episodio 6x04 (2003)
- Jake 2.0 – serie TV, episodi 1x08-1x16 (2003-2004)
- Kevin Hill – serie TV, episodi 1x10-1x18 (2004-2005)
- Into the West – serie TV, episodi 1x3 (2005)
- Invasion – serie TV, 22 episodi (2005-2006)
- Saved – serie TV, episodi 1x11 (2006)
- Boston Legal – serie TV, 5 episodi (2006)
- Traveler – serie TV, episodi 1x06 (2007)
- Reaper - In missione per il Diavolo (Reaper) – serie TV, 31 episodi (2007-2009)
- Padre in affitto (Sons of Tucson) – serie TV, 13 episodi (2010)
- Mad Love – serie TV, 13 episodi (2011)
- Animal Practice – serie TV, 9 episodi (2012-2013)
- Royal Pains  – serie TV, episodi 6x06 (2014)
- X-Files (The X Files)  – serie TV, episodi 3x12-3x22-10x03 (1996-2016)
- Deadbeat – serie TV, 34 episodi (2014-2016)
- I Like You Just the Way I Am (2016)
- Con Man – serie TV, episodi 2x07-2x08 (2017)
- Dirk Gently - Agenzia di investigazione olistica (Dirk Gently's Holistic Detective Agency) – serie TV, 7 episodi (2017)
- Kevin (Probably) Saves the World – serie TV, episodi 1x14 (2018)
- C'è sempre il sole a Philadelphia (It's Always Sunny in Philadelphia) – serie TV, episodi 13x05 (2018)
- New Amsterdam – serie TV (2018-2023)

## Doppiatori italiani
Nelle versioni in italiano dei suoi film, Tyler Labine è stato doppiato da:
- Fabrizio Vidale in Giovani aquile, Reaper - In missione per il diavolo
- Roberto Gammino in Padre in affitto, The Boss
- Simone Mori in S.Y.N.A.P.S.E. - Pericolo in rete
- Marco Baroni in L'alba del pianeta delle scimmie
- Stefano Crescentini in Deadbeat, Dirk Gently
- Nanni Baldini in Invasion
- Pasquale Anselmo in New Amsterdam
- Emiliano Reggente in Little Evil
- Federico Di Pofi in Voltron: Legendary Defender
- Stefano Alessandroni in Super Troopers 2
- Luigi Ferraro in Escape Room

Da doppiatore è stato sostituito da:
- Stefano Alessandroni in Monsters University